# Maria Schöffmann
Maria Schöffmann (* 8. Dezember 1859 in Wien; † 1. Juli 1941 ebenda) war eine österreichische Malerin und Restauratorin.

## Leben
Maria Schöffmann war eine Tochter des Wiener Historienmalers Wilhelm Schöffmann (1815–1888). Bei ihm erhielt sie ihre erste künstlerische Ausbildung. Sie zeigte früh Talent für das Kopieren der Werke alter Meister und war 1880 bis 1936 als Kopistin in der Gemäldegalerie des Kunsthistorischen Museums in Wien tätig. Sie übernahm auch private Aufträge von teilweise prominenten Kunden wie Mitgliedern des österreichischen Kaiserhauses und des Fürstenhauses Liechtenstein.
Mehrfach rezipiert wurde ihre 1891 angefertigte Kopie des Allerheiligenbildes von Albrecht Dürer (Landauer Altar), das in dem von Dürer entworfenen Originalrahmen im Germanischen Nationalmuseum gezeigt wird, während sich das Originalbild im Kunsthistorischen Museum Wiens in einer Rahmenkopie befindet. Die Vergabe dieses Auftrages an Schöffmann weist darauf hin, dass sie als ausgewiesene Spezialistin angesehen wurde. Ihre ausführliche Inschrift auf der Rückseite des Gemäldes und dass sie sich selbst im linken oberen Zwickel des Gemäldes porträtierte (als Gegenstück zu Dürers Selbstbildnis rechts unten), wird als „selbstbewusst“ bewertet.
Neben ihrer Arbeit als Kopistin war Schöffmann auch als Genremalerin und Restauratorin tätig. Ihre eigenständigen Werke haben häufig religiöse Motive und sind unter anderem in verschiedenen Kirchen Wiens als Altarbilder und Kreuzweg-Bilderzyklen zu finden.

## Werke (Auswahl)

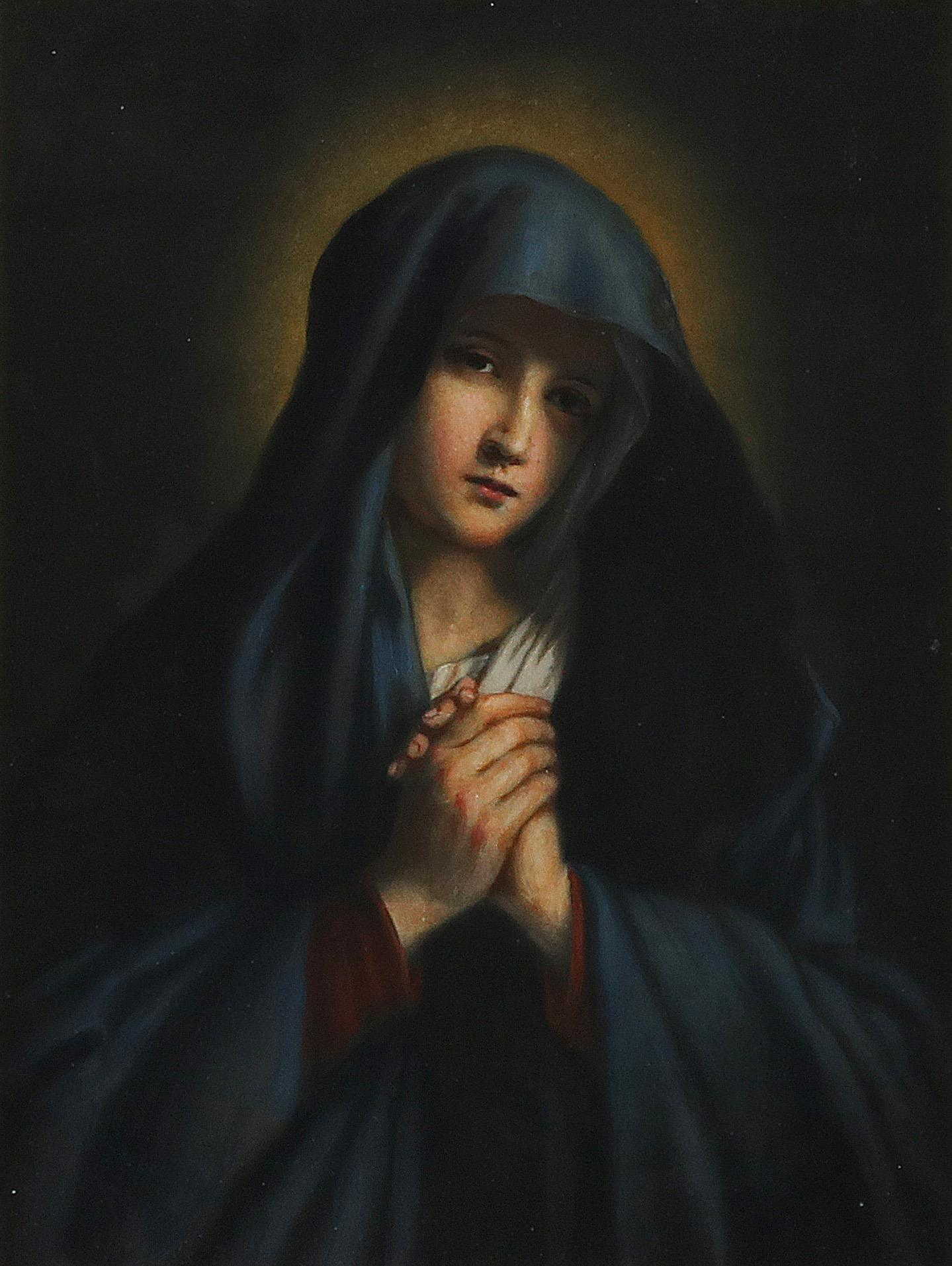
Ölbild Madonna

- Kopie des Allerheiligenbildes von Albrecht Dürer, 1891, 135,2 × 126,5 cm, signiert „Maria Schöffman Copistin Juni 1891 Wien“, Selbstporträt im linken oberen Zwickel, Germanisches Nationalmuseum
- Johann Philipp Karl Graf Stadion-Warthausen (1763–1824), Kopie nach älterer Vorlage, 1896, Öl auf Leinwand, 165 × 111 cm, Kunsthistorisches Museum Gemäldegalerie
- Der Zitherspieler, um 1900, nach Franz von Defregger, Öl auf Leinwand, 88 × 73 cm, Signatur rechts unten „M. Schöffmann“, ausgestellt 1999 Blickwechsel und Einblick: Künstlerinnen in Österreich. Aus der Sammlung des Historischen Museums der Stadt Wien
- Die Braut, um 1900, Kopie nach Rembrandt, Öl auf Holz, ausgestellt 1999 Blickwechsel und Einblick[4]
- Madonna, Öl auf Karton, 27 × 21 cm
- 14 Kreuzwegbilder, 1874–1875, nach Joseph von Führich, Döblinger Pfarrkirche
- Seitenbilder am Alfonso-Maria-de-Liguori-Altar, 1891, Turmkapelle der Redemptoristenkirche, Hernals
- Kreuzwegbilder auf Blech, 1897, Klosterkirche Hl. Familie, Kloster der Schwestern vom armen Kinde Jesu, Wien
- Gemälde der beiden Seitenaltäre (links heiliger Josef, der das Jesuskind mit der Weltkugel trägt, rechts heiliger Severin), auf Kupferplatten in Mosaikimitation auf Goldgrund gemalt, 1906, Rudolfsheimer Pfarrkirche
- Altarbild Mariä Geburt, 1909, Pfarrkirche Enzersfeld im Weinviertel
- Gemälde am Herz-Jesu-Altar, Pfarrkirche Starchant